# 川崎正道
川崎正道（かわさき まさみち、1935年11月23日 - ）は、日本の大蔵官僚。血液型はB型。
大臣官房審議官（大臣官房担当）兼財務研修所長、人事院事務局任用局審議官、人事院事務局職員局長、東洋海上火災保険会長などを務めた。

## 来歴
京都府京都市出身（父母も京都府）。洛星高等学校から京都大学法学部に入学。1957年10月 国家公務員上級甲種試験（法律）を合格。京大法学部を卒業し、1958年 大蔵省に入省。主計局総務課企画係に配属。
主計局主計官補佐（総理府、特別機関係主査）、人事院事務局給与局給与第二課長、主計局給与課長、主計局主計官（総理府、司法・警察担当）などを務め、1979年4月1日 環境庁企画調整局企画調整課長。1981年6月26日 大臣官房地方課長。
1983年6月7日 大臣官房審議官（大臣官房担当）兼財務研修所長。1984年3月16日 人事院事務局任用局審議官。1987年1月20日 人事院事務局職員局長。1989年6月23日 大臣官房付、退官。
同年7月 日本道路公団理事（〜1993年5月）。1993年5月 東洋海上火災保険取締役常任顧問。同年6月 同社取締役社長。1998年9月 同社代表取締役会長。1999年6月 同社非常勤顧問。
趣味はゴルフ、読書、音楽鑑賞など。

## 略歴
- 1958年4月：大蔵省に入省。主計局総務課企画係に配属[1]。
- 1965年7月：小石川税務署長。
- 1966年7月：国税庁長官官房人事課長補佐。
- 1968年：主計局調査課長補佐。
- 1970年7月：主計局主計官補佐（総理府、特別機関係主査）。
- 1972年7月10日：高松国税局直税部長。
- 1973年7月：関税局総務課長補佐。
- 1975年7月17日：人事院事務局給与局給与第二課長。
- 1977年6月27日：主計局給与課長。
- 1978年6月26日：主計局主計官（総理府、司法・警察担当）。
- 1979年4月1日：環境庁企画調整局企画調整課長。
- 1981年6月26日：大臣官房地方課長。
- 1983年6月7日：大臣官房審議官（大臣官房担当） 兼 財務研修所長。
- 1983年6月30日：大臣官房審議官（大臣官房担当）。
- 1984年3月16日：人事院事務局任用局審議官。
- 1987年1月20日：人事院事務局職員局長。
- 1989年6月23日：大臣官房付、退官。